# 克里斯托弗·琼斯 (演员)

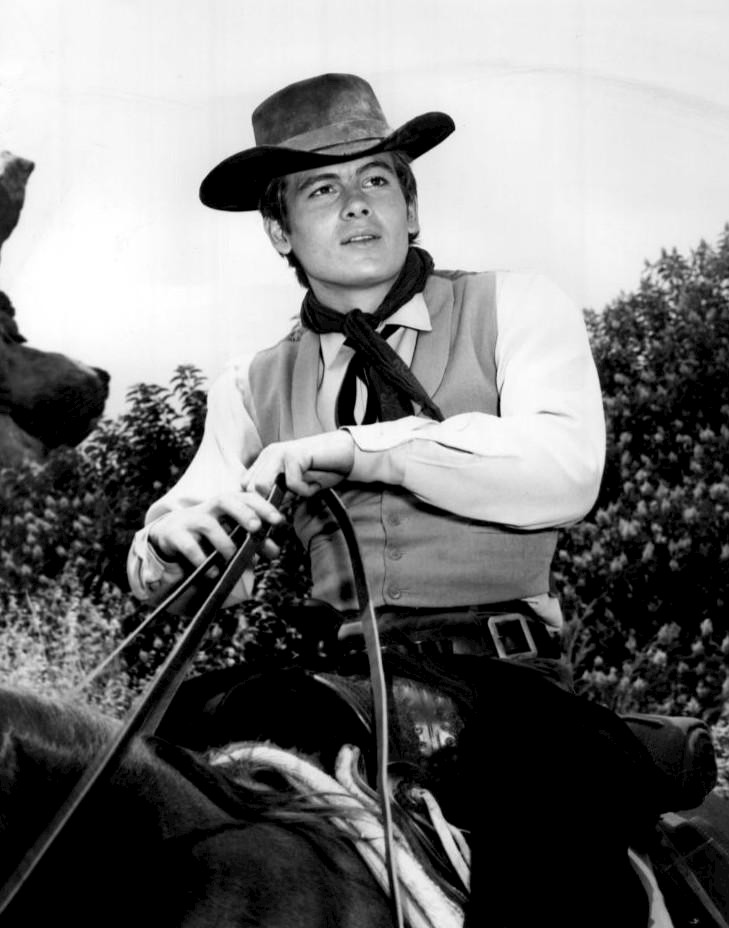
克里斯托弗·琼斯

威廉·弗兰克·琼斯（英語：William Frank Jones，1941年8月18日—2014年1月31日），又名克里斯托弗·琼斯（Christopher Jones），美国电影和电视剧演员。他因《杰西·詹姆斯传奇》的表演而著名。

## 生平
2014年1月31日因癌症去世，享年74岁。

## 家庭
前女友莎朗·蒂。